# Supercupa României 2021
Supercupa României 2021 a fost cea de-a 23-a ediție a Supercupei României. Meciul a avut loc între campioana Ligii I 2020-2021, CFR Cluj, și câștigătoarea Cupei României 2020-2021, Universitatea Craiova. Între cele două echipe, aceasta a fost cea de-a doua întâlnire în Supercupa României după disputa din 2018, câștigată de CFR Cluj cu scorul de 1-0 chiar pe stadionul Universității, Ion Oblemenco.
Pentru CFR Cluj, aceasta a fost cea de-a opta participare la general în Supercupa României, și a patra consecutivă după ce a câștigat Liga I de patru ori la rând între 2018 și 2021. Universitatea Craiova a jucat în cea de-a doua sa Supercupă, precedenta participare fiind în 2018.
Supercupa s-a jucat pe Arena Națională din București, pe 10 iulie 2021, cu începere de la orele 20:00. După 90 de minute de joc, scorul a fost 0–0, iar la loviturile de departajare, Universitatea Craiova s-a impus cu 4–2.

## Echipe
| Echipă    | Calificare                            | Participări anterioare (cu caractere aldine indică câștigatoarea) |
| --------- | ------------------------------------- | ----------------------------------------------------------------- |
| CFR Cluj  | Câștigătoare a Ligii I 2020–21        | 7 ( 2009, 2010, 2012, 2016, 2018, 2019, 2020)                     |
| U Craiova | Câștigătoare a Cupei României 2020–21 | 1 (2018)                                                          |

## Detaliile meciului
| CFR Cluj                             | 0–0 (d.p.) | U Craiova                             |
| ------------------------------------ | ---------- | ------------------------------------- |
|                                      | Detalii    |                                       |
| Rodríguez · Păun · Costache · Omrani | 2–4        | Gustavo · Găman · Cicâldău · Marković |

| CFR Cluj | Universitatea Craiova |

| P               | 87 | Giedrius Arlauskis     |     |     |
| F               | 4  | Cristian Manea         |     |     |
| F               | 29 | Rachid Bouhenna        |     |     |
| F               | 6  | Daniel Graovac         |     |     |
| F               | 45 | Mário Camora (c)       |     |     |
| M               | 8  | Rúnar Már Sigurjónsson |     | 46' |
| M               | 5  | Jonathan Rodríguez     |     |     |
| M               | 11 | Alexandru Chipciu      |     | 70' |
| M               | 27 | Claudiu Petrila        | 88' |     |
| M               | 10 | Ciprian Deac           |     |     |
| A               | 22 | Gabriel Debeljuh       |     | 46' |
| Schimbări:      |    |                        |     |     |
| P               | 34 | Cristian Bălgrădean    |     |     |
| F               | 92 | Mike Cestor            |     |     |
| F               | 14 | Iasmin Latovlevici     |     |     |
| M               | 28 | Ovidiu Hoban           |     |     |
| M               | 21 | Anas Tahiri            |     |     |
| M               | 18 | Valentin Costache      |     | 70' |
| M               | 75 | Adrian Gîdea           |     |     |
| A               | 9  | Billel Omrani          |     | 46' |
| A               | 7  | Alexandru Păun         |     | 46' |
| Antrenor:       |    |                        |     |     |
| Marius Șumudică |    |                        |     |     |

| P                  | 13 | Mirko Pigliacelli      |       |     |
| F                  | 99 | Antoine Conte          |       | 83' |
| F                  | 4  | Mihai Bălașa           |       |     |
| F                  | 23 | Marius Constantin      |       |     |
| F                  | 5  | Bogdan Vătăjelu        |       |     |
| M                  | 28 | George Cîmpanu         |       | 72' |
| M                  | 16 | Dan Nistor             |       |     |
| M                  | 8  | Alexandru Mateiu       | 69'   | 90' |
| A                  | 10 | Alexandru Cicâldău (c) | 90+2' |     |
| A                  | 19 | Elvir Koljić           |       | 90' |
| A                  | 9  | Andrei Ivan            |       | 90' |
| Schimbări:         |    |                        |       |     |
| P                  | 1  | David Lazar            |       |     |
| F                  | 25 | Valerică Găman         |       | 90' |
| F                  | 6  | Vladimir Screciu       |       | 72' |
| F                  | 18 | Ștefan Vlădoiu         |       | 83' |
| F                  | 39 | Ionuț Mitran           |       |     |
| M                  | 29 | Ovidiu Bic             |       |     |
| M                  | 21 | Matteo Fedele          |       |     |
| M                  | 11 | Gustavo Vagenin        |       | 90' |
| A                  | 16 | Jovan Marković         |       | 90' |
| Antrenor:          |    |                        |       |     |
| Marinos Ouzounidis |    |                        |       |     |

| Omul Meciului - Mirko Pigliacelli | Regulile meciului - 90 de minute. - Lovituri de departajare în caz de egalitate. - Nouă rezerve. - Cinci schimbări. |

## Legături externe
- Supercupa României pe FRF.ro